# Обильный (Краснодарский край)
Оби́льный — посёлок в Крыловском районе Краснодарского края.
Входит в состав Октябрьского сельского поселения.

## Население
| 2002 | 2010 |
| ---- | ---- |
| 460  | ↘432 |

## Улицы
| - ул. Восточная, - ул. Дачная, - ул. Западная, - ул. Крымская, | - ул. Курская, - ул. Лермонтова, - ул. Полевая, - ул. Тополиная. |